# Edward Nelson
Edward W. Nelson (1883 – 1923) è stato un biologo ed esploratore britannico.
Dopo gli studi in biologia all'Università di Cambridge partecipa alla spedizione Terra Nova del 1910-13 sotto il comando di Robert Falcon Scott. Prende parte al rifornimento dei depositi sulla barriera di Ross per agevolare il ritorno del gruppo di Scott dal Polo Sud. Durante la permanenza a capo Evans effettua diversi studi sulle maree. Per i suoi sforzi è stato insignito della Polar Medal.